# Jorah Mormont
Jorah Mormont és un personatge fictici de la saga de llibres Cançó de gel i foc de George R. R. Martin i de la seva adaptació televisiva per la HBO, Game of Thrones, on és interpretat per l'actor escocès Iain Glen.
Ser Jorah Mormont és un cavaller exiliat procedent de l'Illa de l'Ós, una remota illa situada al Nord, que es posa al servei dels germans Viserys i Daenerys Targaryen, els quals es troben exiliats a les Ciutats Lliures.

## Descripció
Jorah Mormont és descrit com un home seriós, adust i desconfiat per naturalesa, la principal missió de la qual és protegir i assessorar a Daenerys Targaryen. És de destacar la relació que manté amb la mateixa i la seva evolució al llarg de l'obra de George R. R. Martin. Ser Jorah comença tractant d'ajudar la jove Daenerys en el seu paper de khaleesi dels dothraki, però amb el temps admirarà la personalitat i la voluntat de ferro de la noia, per la qual desenvoluparà uns sentiments que aniran més enllà de la lleialtat i l'afecte. En una entrevista, l'actor Ian Glen va descriure que l'escena on Daenerys condemna a Jorah a l'exili i ignora les peticions de clemència i la seva declaració d'amor van ser molt difícils de gravar per la gran càrrega sentimental d'aquesta.

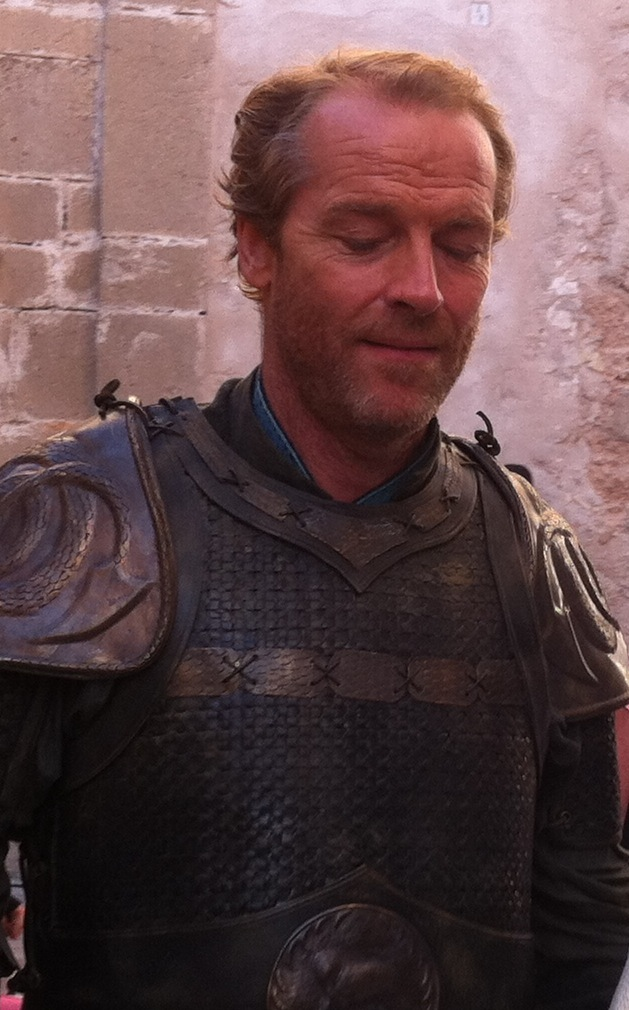
Ian glen

## Història

### Abans de la saga
Jorah Mormont va ser el fill de Lord Jeor Mormont, Senyor de l'Illa de l'Ós i cap de la Casa Mormont. Jorah es va distingir lluitant en la Rebel·lió Greyjoy on va ser un dels primers a prendre el castell de Pyke. Li seria atorgat el títol de ser de mans del propi rei Robert Baratheon. Poc temps després, el seu pare Jeor es va unir a la Guàrdia de la Nit i va deixar al seu fill com a nou Senyor de l'Illa de l'Ós.
En l'àmbit sentimental la vida de Jorah va ser un continu fracàs, la seva primera esposa era una membre de la Casa Glover que mai va arribar a donar-li fills i va morir en sofrir el seu tercer avortament involuntari. La seva segona esposa va ser Lynesse Hightower, membre de la rica i poderosa Casa Hightower. Jorah la va conèixer en el Torneig de Lannisport que es va celebrar per commemorar la victòria del rei Robert sobre la Rebel·lió Greyjoy. Jorah es va distingir en el mateix, proclamant-se campió i coronant a Lynesse com a Reina de l'Amor i la Bellesa, després li va demanar la seva mà a Lord Hightower, el qual sorprenentment li la va concedir. No obstant això, la seva esposa no es va adaptar al dur clima de l'Illa de l'Ós, i Jorah va tractar de complaure-la mitjançant cars regals que aviat li van fer caure en la ruïna. Desesperat per aconseguir diners, Jorah va ser descobert per Lord Eddard Stark tractant de vendre a uns caçadors furtius com a esclaus a un mercader de Tyrosh, la qual cosa va fer que el condemnés a mort. En lloc d'unir-se a la Guàrdia de la Nit com el seu pare, Jorah va optar per exiliar-se a les Ciutats Lliures, establint-se a la ciutat de Lys amb la seva esposa. Aviat la seva esposa es va cansar d'ell i va prendre com a amant a un magnat de Braavos. Assetjat pels deutes, Jorah va fugir solament a Volantis on va començar a servir com a mercenari.

### Joc de trons
Jorah es presenta en les noces entre Khal Drogo i Daenerys Targaryen on es posa al servei de Viserys Targaryen, pretendent legítim de la Casa Targaryen al Tron de Ferro; les intencions de Jorah eren servir d'informador per al Tron de Ferro i així guanyar-se un indult del rei Robert Baratheon. Jorah viatja amb el khalasar per tot el Mar Dothraki. És dels primers a detectar la personalitat arrogant, cega i cruel de Viserys al que defineix com «menys que l'ombra d'una serp», en contrast amb el seu germà Rhaegar al que va descriure com a l'últim drac. D'altra banda, comença a admirar més la personalitat forta i voluntariosa de Daenerys arribant fins i tot a salvar-li la vida d'un enverinador enviat pel rei Robert.
Després de la mort de Viserys a les mans de Khal Drogo, es manté lleial a Daenerys i li insisteix a abandonar a Drogo quan aquest cau en coma. Jorah ha de matar fins i tot a Qotho, un dels genets de sang de Drogo quan aquest es rebel·la contra l'autoritat de Daenerys. Quan ella planeja suïcidar-se en la pira funerària de Drogo, Jorah insisteix a detenir-la, però ella fa cas omís i se submergeix en les flames, sortint il·lesa d'elles i amb tres dracs que desclogueren dels ous que li havia regalat el magíster Illyrio Mopatis en les seves noces. Jorah li jura llavors lleialtat al costat de la resta del khalasar.

### Xoc de reis
Daenerys i Jorah s'engeguen a la ciutat de Qarth a través del dur Desert Roig que té a tot el khalasar exhaust, en aquells dies, Daenerys comença a pensar que potser Ser Jorah estigui enamorat d'ella. En Qarth, Jorah li aconsella desconfiar dels nobles de la ciutat, especialment de Xaro Xhoan Daxos que ell pensa que planeja robar-li els dracs.
Cert dia, Daenerys i Jorah coneixen a Belwas el Fort i el seu escuder Arstan Barbablanca, els quals han estat enviats pel magíster Illyrio Mopatis per protegir a Daenerys i portar-la de retorn a Pentos. En contra de la voluntat de Illyrio, i aconsellada per Ser Jorah, Daenerys decideix marxar rumb cap a la ciutat esclavista de Astapor per reclutar Immaculats, els famosos esclaus-soldats.

### Tempesta d'espases
De viatge a Astapor, Ser Jorah finalment li declara el seu amor a Daenerys i la besa, sent rebutjat per ella la qual afirma que ella és la seva reina i ell el seu més fidel amic i conseller, res més. En arribar a Astapor, Ser Jorah i Arstan mantenen posicions enfrontades: Jorah manté que els Immaculats són guerrers lleials i hàbils que solament mataran o saquejaran si ella li ho  ordena, mentre que Arstan manté que ella solament conquerirà els Set Regnes si posseeix homes que creuen en la seva causa i lluitin per ella, i no simples guerrers-esclaus. Finalment Daenerys aconsegueix contractar 10.000 Immaculats i pren la ciutat de Astapor després d'eliminar els seus governants.
Quan Daenerys arriba a Yunkai, Ser Jorah dirigeix els exèrcits que lluiten contra la ciutat. Després de prendre Yunkai parteixen cap a Meereen, l'última de les grans ciutats esclavistes. Ja a la ciutat, Arstan revela la seva identitat com Ser Barristan Selmy, Guàrdia Reial que va servir als reis Jaehaerys II i Aerys II, avi i pare de Daenerys. Però no solament això, també revela que Ser Jorah ha estat enviant informes a Desembarcament del Rei sobre els avanços de Daenerys. Aquesta li exigeix explicacions i ell es defensa dient que va deixar d'enviar-los després de la seva arribada a Qarth. Jorah apel·la al seu amor per ella i als serveis que li va prestar en el passat però ella li demanda que li demani perdó, però el seu orgull li ho impedeix. Daenerys condemna a Jorah a l'exili dient que el matarà si torna a aparèixer.

### Dansa de dracs
Jorah es troba en un bordell de Selhorys quan es topa amb Tyrion Lannister, al qual Jorah captura planejant lliurar-ho a Daenerys per obtenir el seu perdó.
Jorah es trasllada a Volantis i viatja a bord d'una nau anomenada Salaesori Qhoran rumb a Meereen, però la nau és capturada per pirates esclavistes. Jorah, Tyrion i una nana anomenada Penny són comprats per un ric mercader de Yunkai anomenat Yezzan zo Qaggaz. Tyrion detecta que Jorah és una ombra del dur i valent cavaller que va ser antany i que està sumit en la malenconia. A Jorah fins i tot se li grava una calavera en la galta per constar que es tracta d'un esclau indisciplinat. Després de la mort del seu amo, Jorah, Tyrion i Penny aconsegueixen unir-se a la companyia mercenària dels Segons Fills que es disposa a combatre contra Meereen. Tyrion li explica a Jorah que planeja fer que els Segons Fills s'uneixin al bàndol de Daenerys.